# Новодмитријевскаја
Новодмитријевскаја (рус. Новодмитриевская) насељено је место полуурбаног типа са званичним статусом станице на југозападу европског дела Руске Федерације. Налази се у југозападном делу Краснодарске покрајине и административно припада њеном Северском рејону.
Према подацима националне статистичке службе РФ за 2010, у селу је живело 5.244 становника.

## Географија
Станица Новодмитријевскаја се налази у југозападном делу Краснодарског краја, на алувијалној Закубањској равници, на надморској висини центра од око 34 метра. Станица се налази на десној обали реке Шебш, јужно од места где она прима своју велику десну притоку Бзјук.
Насеље се налази на око 29 км југозападно од покрајинске престонице Краснодара, односно на неких 20 км источно од рејонског центра, станице Северскаје.

## Историја
Насеље су 1864. основали козачки досељенци који су на ово подручје дошли из северних и источних делова Кубања у склопу акције интензивног колонизирања Закубања.

## Демографија
Према подацима са пописа становништва 2010. у насељу је живело 5.244 становника.
| 2002. | 2010. |
| ----- | ----- |
| 5.163 | 5.244 |